# Course en ligne féminine aux championnats d'Europe de cyclisme sur route 2016
La course en ligne féminine des championnats d'Europe de cyclisme sur route 2016 a lieu le 17 septembre 2016 à Plumelec, en France. L'épreuve est remportée par la Néerlandaise Anna van der Breggen.

## Récit de la course
Dans la dernière ascension de la côte de Cadoudal, Anna van der Breggen suit l'accélération de Katarzyna Niewiadoma avec Elisa Longo Borghini, Alena Amialiusik et Rasa Leleivytė. Elle lance le sprint sur le replat et résiste à la remonter de la Polonaise. Elle remporte ainsi ces premiers championnats d'Europe élites.

## Classement
| \| Classement général \| Classement général \| Classement général \| Classement général \| Classement général \| \| Coureuse \| Coureuse \| Pays \| Équipe \| Temps \| \| ------------------ \| --------------------- \| ------------------ \| ------------------ \| ------------------ \| \| 1re \| Anna van der Breggen \| Pays-Bas \| Pays-Bas \| 2 h 55 min 55 s \| \| 2e \| Katarzyna Niewiadoma \| Pologne \| Pologne \| + 0 s \| \| 3e \| Elisa Longo Borghini \| Italie \| Italie \| + 0 s \| \| 4e \| Alena Amialiusik \| Biélorussie \| Biélorussie \| + 0 s \| \| 5e \| Rasa Leleivytė \| Lituanie \| Lituanie \| + 1 s \| \| 6e \| Giorgia Bronzini \| Italie \| Italie \| + 12 s \| \| 7e \| Marianne Vos \| Pays-Bas \| Pays-Bas \| + 12 s \| \| 8e \| Emma Johansson \| Suède \| Suède \| + 12 s \| \| 9e \| Cecilie Uttrup Ludwig \| Danemark \| Danemark \| + 12 s \| \| 10e \| Séverine Eraud \| France \| France \| + 12 s \| |                       |             |             |                 |
| |                       |             |             |                 |
| Source : ProCyclingStats |                       |             |             |                 |
| Classement général |                       |             |             |                 |
| Coureuse | Coureuse              | Pays        | Équipe      | Temps           |
| 1re | Anna van der Breggen  | Pays-Bas    | Pays-Bas    | 2 h 55 min 55 s |
| 2e | Katarzyna Niewiadoma  | Pologne     | Pologne     | + 0 s           |
| 3e | Elisa Longo Borghini  | Italie      | Italie      | + 0 s           |
| 4e | Alena Amialiusik      | Biélorussie | Biélorussie | + 0 s           |
| 5e | Rasa Leleivytė        | Lituanie    | Lituanie    | + 1 s           |
| 6e | Giorgia Bronzini      | Italie      | Italie      | + 12 s          |
| 7e | Marianne Vos          | Pays-Bas    | Pays-Bas    | + 12 s          |
| 8e | Emma Johansson        | Suède       | Suède       | + 12 s          |
| 9e | Cecilie Uttrup Ludwig | Danemark    | Danemark    | + 12 s          |
| 10e | Séverine Eraud        | France      | France      | + 12 s          |